# Medalha de São Bento

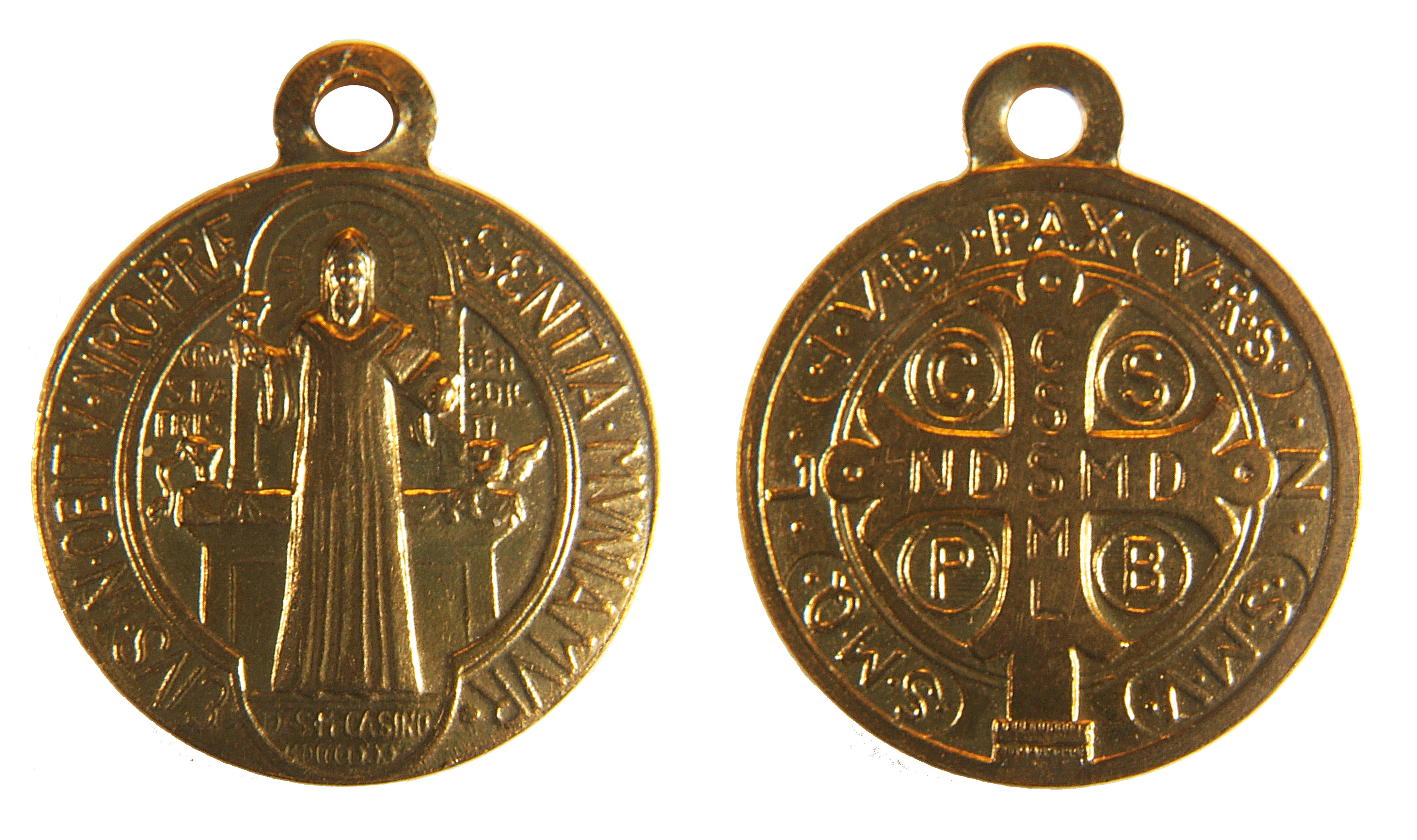
Os dois lados da Medalha de São Bento.

A Medalha de São Bento é uma medalha sacramental cristã contendo símbolos e textos relacionados à vida de São Bento de Núrsia, usada por católicos romanos, luteranos, ortodoxos ocidentais, anglicanos e metodistas, na tradição cristã beneditina, especialmente devotos e oblatos.
Este objeto religioso é também um símbolo cristão de abrir portas e abrir caminhos difíceis. A tradição afirma que protege de maldições, mal e vício, protege contra doenças e protege a boa saúde.
O verso da medalha traz o vade retro Satana. Às vezes carregado como parte de um rosário, também é usado separadamente.

## História

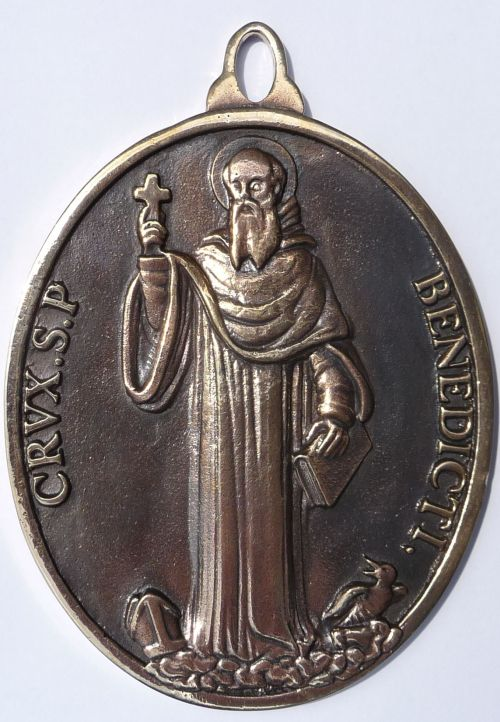
Design original e tradicional da Medalha.

A hora e a data exatas da confecção da primeira Medalha de São Bento não são claras. A medalha era originalmente uma cruz, dedicada à devoção em honra de São Bento. Em algum momento foram cunhadas medalhas que traziam a imagem de São Bento segurando uma cruz na mão direita e sua Regra para os Mosteiros na outra. Em seguida, uma sequência de letras maiúsculas foi colocada ao redor da grande figura da cruz moline no verso da medalha. O significado do que as letras significavam foi perdido ao longo do tempo até que por volta de 1647 um antigo manuscrito foi descoberto na abadia beneditina de São Miguel em Metten. No manuscrito, escrito em 1415, havia um quadro representando São Bento segurando em uma das mãos um cajado que termina em uma cruz, e na outra um pergaminho. No cajado e no rolo estavam escritas por extenso as palavras cujas letras misteriosas eram as iniciais, uma oração latina de exorcismo contra Satanás. O manuscrito contém a fórmula do exorcismo Vade retro satana ("Afaste-se, Satanás"), e as letras correspondem a essa frase.
A oração de exorcismo é encontrada em uma lenda do início do século XIII da Ponte do Diabo em Sens, em que um arquiteto vendeu sua alma ao diabo e depois se arrependeu. M. le Curé de Sens, vestindo sua estola, exorcizou o demônio, expulsando-o com água benta e as palavras, que ele fez o penitente repetir.
Medalhas com a imagem de São Bento, uma cruz moline, e essas letras começaram a ser cunhadas na Alemanha, e logo se espalharam pela Europa. Vicente de Paulo (†1660) parece tê-lo conhecido, pois suas Filhas da Caridade sempre o usaram preso às suas contas, e por muitos anos foi feito apenas, pelo menos na França, para elas. As medalhas foram aprovadas pela primeira vez por Bento XIV em 23 de dezembro de 1741 e novamente em 12 de março de 1742. A medalha em seu design tradicional foi usada por muitas décadas e ainda está em uso hoje.
No Benedictus redivivus de 1679, de Gabriel Bucelin, ele relata vários incidentes em que a Medalha de São Bento foi vista como eficaz no tratamento de doenças ou alguma calamidade local. Em 1743 Disquisitio sacra numismata, de origine quidditate, virtute, pioque usu Numismatum seu Crucularum S. Benedicti, Abbatis, Viennae Austriae, apud Leopoldum Kaliwoda, abade Löbl, do Mosteiro de Santa Margarida de Praga, recomendou o recurso à medalha como remédio contra sangramento. Prosper Guéranger relata vários incidentes de conversões religiosas que ele atribui à intercessão de São Bento através do uso piedoso da medalha.

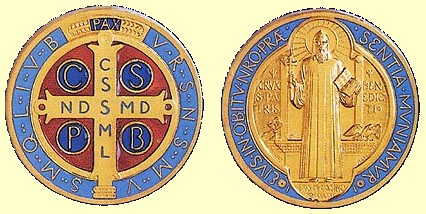
Medalha do Jubileu pelo monge Desiderius Lenz, da Escola de Arte Beuron, feita para o 1400º aniversário do nascimento de São Bento em 1880.

A medalha do Jubileu foi cunhada em 1880, em memória do 1400º aniversário do nascimento de São Bento. As iniciais da fórmula Vade retro satana foram encontradas nas Medalhas de São Bento pelo menos desde 1780. A medalha do Jubileu continua a ser o design mais popular.

## Simbolismo
Na frente da medalha está São Bento segurando uma cruz na mão direita, o símbolo cristão da salvação, e na esquerda sua Regra dos Mosteiros. À direita de Bento, abaixo da cruz, está uma taça envenenada, uma referência à lenda de que monges hostis tentaram envenená-lo, e a taça contendo vinho envenenado quebrou quando o santo fez o sinal da cruz sobre ela. À sua esquerda, abaixo da regra, o corvo que carregava um pedaço de pão envenenado. Disso deriva a tradição de que a medalha protege contra envenenamento.

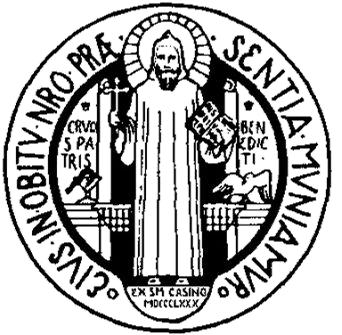
Frente da Medalha.

Acima da taça e do corvo estão as palavras Crux sancti patris Benedicti ('A Cruz do [nosso] Santo Padre Bento'). Ao redor da figura de São Bento estão as palavras Eius in obitu nostro praesentia muniamur! ("Que sejamos fortalecidos por sua presença na hora de nossa morte"), pois os beneditinos o consideravam um patrono particular de uma morte feliz. Abaixo do ícone de São Bento, está escrito 'EX SM Casino, MDCCCLXXX' e significa 'Descoberto da montanha sagrada do Monte Casino em 1880'.

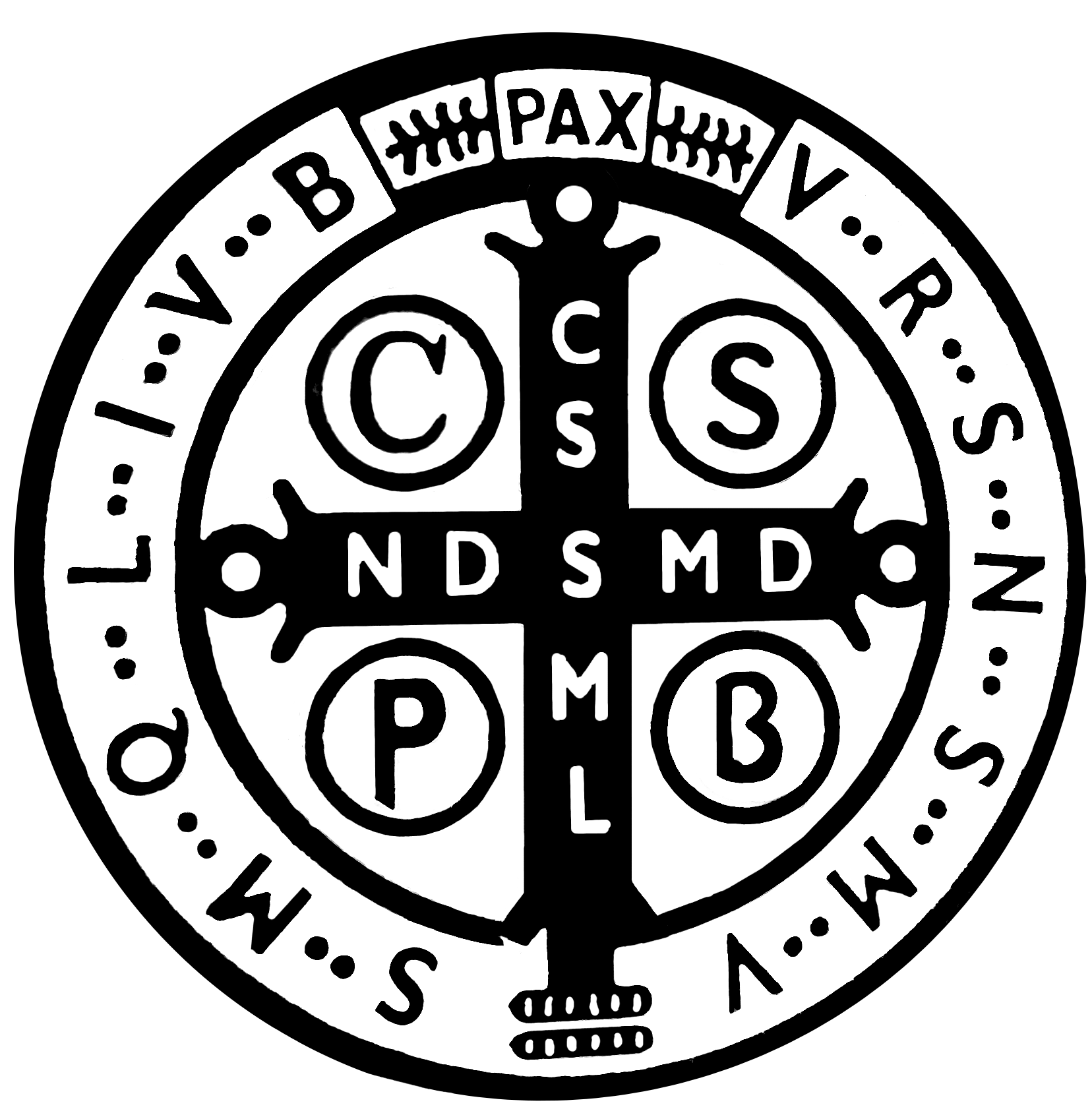
Trás da Medalha.

No verso há uma cruz, contendo as letras C S S M L - N D S M D, iniciais das palavras Crux sacra sit mihi lux! Nunquam draco sente-se mihi dux! ('Que a cruz sagrada seja minha luz! Que o dragão nunca seja meu suserano!'). O grande C S P B significa Crux Sancti Patris Benedicti ('A Cruz do [nosso] Santo Padre Bento'). Ao redor do verso da medalha estão as letras V R S N S M V - S M Q L I V B, em referência ao Vade retro satana: Vade retro Satana! Numquam suade mihi vana! Sunt mala quae libas. Ipse venena bibas! ('Afaste-se Satanás! Nunca me tente com suas vaidades! O que você me oferece é mau. Beba o veneno você mesmo!') e, finalmente, localizada no topo está a palavra PAX que significa 'paz'.
| Abreviação do latim | em latim                          | em português                                                       |
| ------------------- | --------------------------------- | ------------------------------------------------------------------ |
| PAX                 | PAX                               | Paz                                                                |
| C S P B             | Crux Sancti Patris Benedicti      | A Cruz do [nosso] Santo Padre Bento                                |
| C S S M L           | Crux Sacra Sit Mihi Lux!          | A Cruz Sagrada seja a minha luz!                                   |
| N D S M D           | Non [Nunquam] Draco Sit Mihi Dux! | "Não Seja o Dragão o meu guia" "Que o diabo não seja meu líder."   |
| V R S               | Vade Retro Satana!                | "Retira-te Satanás" "Afaste-se satanás"                            |
| N S M V             | Numquam Suade Mihi Vana!          | "Nunca me aconselhes coisas vãs" "Não me convença de coisas más."  |
| S M Q L             | Sunt Mala Quae Libas              | "É mau que tu me ofereces." "O que você está me mostrando é ruim." |
| I V B               | Ipse venena bibas!                | "Bebe tu mesmo o teu veneno!" "Beba seus venenos você mesmo."      |

## Uso

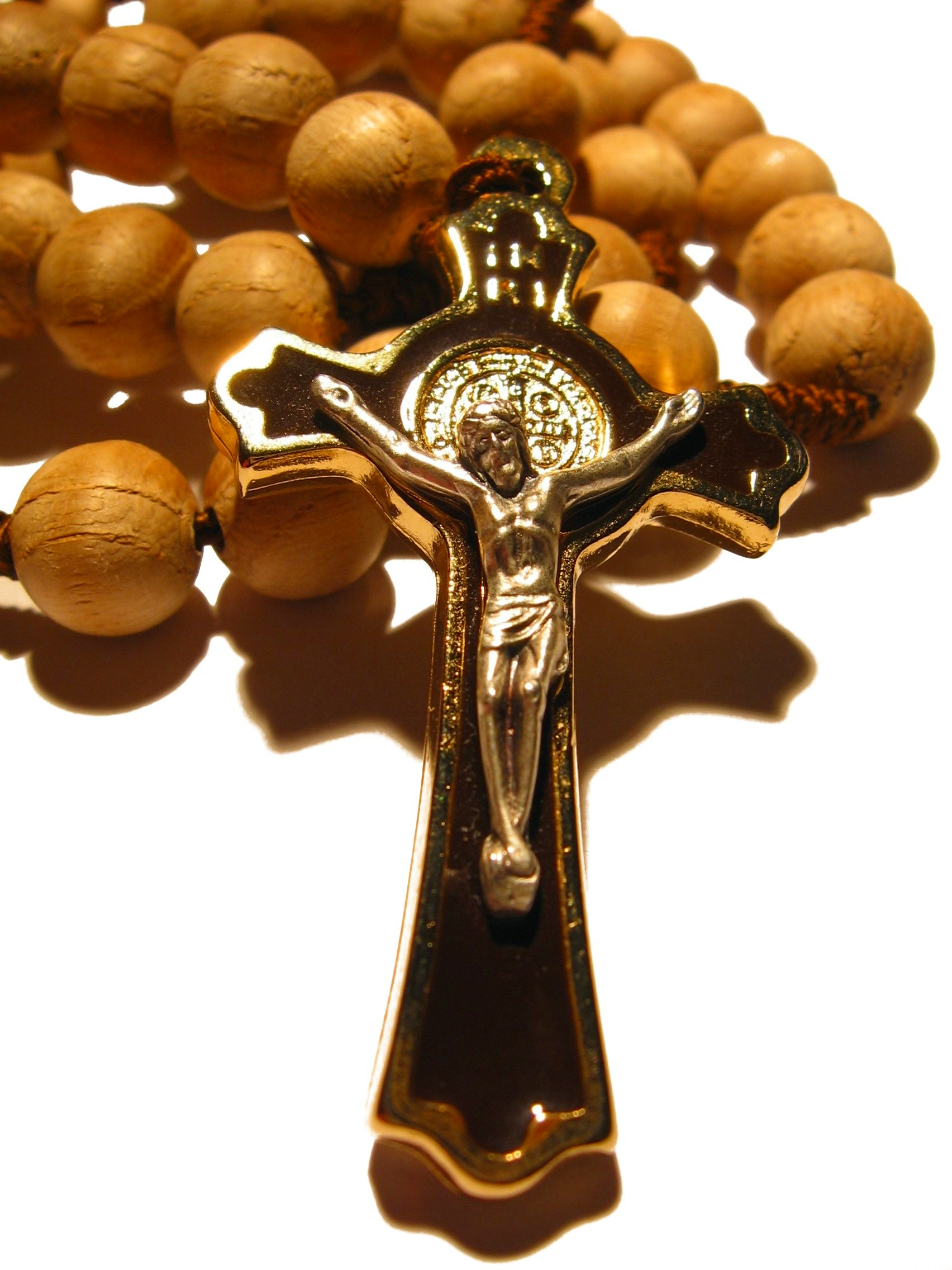
Um rosário dominicano com uma cruz de São Bento anexada.

A medalha representa uma oração por parte do usuário para invocar a bênção e a proteção de Deus por intercessão de São Bento, não havendo regras especiais prescritas para seu uso. Pode ser usado em uma corrente no pescoço, carregado na pessoa, colocado no veículo, em casa ou no local de trabalho. Às vezes é incorporado a um crucifixo para criar uma "Cruz de São Bento", geralmente com o verso como auréola para o Cristo.
Oblatos leigos de São Bento podem usar a Medalha de São Bento em vez do pequeno escapulário de pano preto.
A Bênção de St. Maur é habitualmente concedida aos doentes usando uma relíquia da Verdadeira Cruz, na esperança de ajudar a rápida recuperação de sua saúde. Como muitas vezes é impossível ter uma relíquia da Verdadeira Cruz, a Sagrada Congregação dos Ritos em 1959 concedeu permissão para que as Medalhas de São Bento fossem usadas em vez da relíquia da Verdadeira Cruz para conferir a Bênção.
Tal como acontece com vários outros artigos religiosos, "Os fiéis, que usam devotamente um artigo de devoção (crucifixo ou cruz, rosário, escapulário ou medalha) devidamente benzidos por qualquer sacerdote, obtêm uma indulgência parcial".

## Benção da Medalha de São Bento
As medalhas de São Bento são sacramentais que podem ser benzidas legitimamente por qualquer sacerdote ou diácono, não necessariamente um beneditino.

A seguinte forma em português pode ser usada:
P: Nossa ajuda está no nome do Senhor.
R: Quem fez o céu e a terra.
P: Em nome de Deus Pai + todo-poderoso, que fez o céu e a terra, os mares e tudo o que há neles, exorcizo estas medalhas contra o poder e os ataques do maligno. Que todos os que usam estas medalhas com devoção sejam abençoados com a saúde da alma e do corpo. Em nome do Pai + todo-poderoso, do Filho + Jesus Cristo nosso Senhor, e do Espírito Santo + Espírito Paráclito, e no amor do mesmo Senhor Jesus Cristo que virá no último dia para julgar os vivos e os mortos, e o mundo pelo fogo.
R: Amém.
P: Vamos orar. Deus Todo-Poderoso, fonte ilimitada de todas as coisas boas, humildemente pedimos que, por intercessão de São Bento, derrame suas bênçãos + sobre essas medalhas. Que aqueles que os usam com devoção e seriedade se esforçam para realizar boas obras sejam abençoados por você com a saúde da alma e do corpo, a graça de uma vida santa e a remissão do castigo temporal devido ao pecado.
Que eles também, com a ajuda de seu amor misericordioso, resistam à tentação do maligno e se esforcem para exercer verdadeira caridade e justiça para com todos, para que um dia pareçam sem pecado e santos aos seus olhos. Isto pedimos por Cristo nosso Senhor.

R: Amém.
A medalha é então aspergida com água benta.